# 察罕殿齐·耶希达日扎
察罕殿齐·耶希达日扎（1890年代？—1947年）蒙古族，土默特左旗岗干七家子村人，第六世察罕殿齐活佛，后被贬为俗人。

## 生平
耶希达日扎9岁入瑞应寺坐床，正式成为察罕殿齐活佛。18岁时抛弃经师，放弃了学经。后来，他逐渐厌恶僧人的生活，违背佛教教规，且挥霍无度。最终在1933年前被贬为俗人，1947年逝世。